# Hygrotus ahmeti
Hygrotus ahmeti is een keversoort uit de familie waterroofkevers (Dytiscidae). De wetenschappelijke naam van de soort is voor het eerst geldig gepubliceerd in 2005 door Hájek, Fery & Erman.